# Lëtzebuerger Chrëschtleche Gewerkschafts-Bond

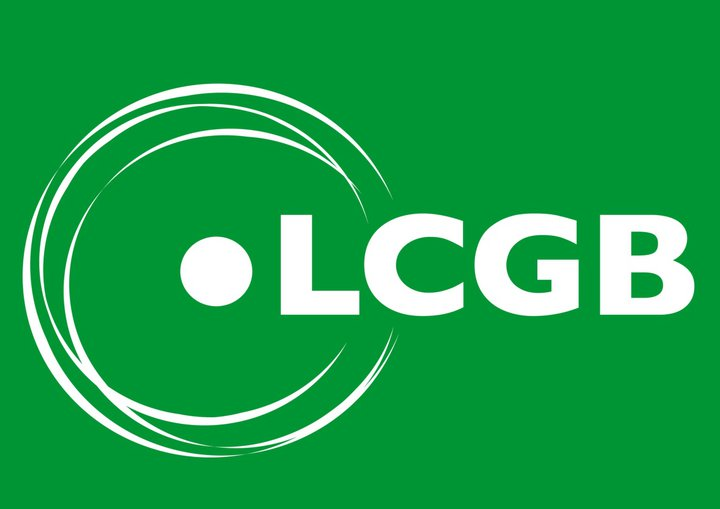
LCGB Logo

Der Christliche Gewerkschaftsbund Luxemburg (Lëtzebuerger Chrëschtleche Gewerkschaftsbond), abgekürzt LCGB, ist eine Luxemburgische Gewerkschaft die am 23. Januar 1921 gegründet wurde. Die Gewerkschaftspolitik des LCGB fußt somit auf der christlichen Soziallehre. Ihr Motto lautet: Der Mensch im Mittelpunkt.
Der LCGB ist Mitglied des  Internationalen Gewerkschaftsbundes (IGB) und des  Europäischen Gewerkschaftsbundes (EGB). In der Mitgliederliste des IGB wird der Mitgliederstand mit 42.153 angegeben (Stand: November 2017). Der LCGB ist damit die zweitgrößte Gewerkschaft Luxemburgs.
Der Hauptsitz des LCGB befindet sich im Bahnhofsviertel in Luxemburg-Stadt.

## Kooperationen
Der LCGB ist neben dem OGBL und der CGFP einer der drei nationalen repräsentativen Gewerkschaften in Luxemburg und nimmt als solcher an den Tripartiteverhandlungen teil, verhandelt zusammen mit den Arbeitgeberverbänden Kollektivverträge oder Abkommen und ist in den Gremien der Gesundheitskasse (CNS), der Pensionskasse und des Wirtschafts- und Sozialrates (CES) vertreten.
2001 war der LCGB zusammen mit der christlichen Eisenbahngewerkschaft Mitbegründer der Mobbing asbl.

## Liste der Nationalpräsidenten

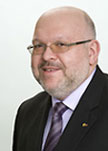
Patrick Dury, LCGB-Nationalpräsident

- Patrick Dury (2011–)
- Robert Weber (1996–2011)
- Marcel Glesener (1980–1996)
- Jean Spautz (1967–1980)
- Pierre Schockmel (1967)
- Léon Wagner (1951–1966)
- Jean-Baptiste Rock (1938–1951)
- Mathias Dossing (1924–1938)
- Michel Wolff (1921–1924)

## Publikationen
Der LCGB veröffentlicht regelmäßig eine Reihe von Publikationen:
- Die Gewerkschaftszeitschrift Soziale Fortschrëtt (6 Ausgaben pro Jahr);
- Die Newsletter Spotlight (je nach Aktualität);
- Rapidos mit den Sozialparametern auf Deutsch, Französisch, Englisch, Portugiesisch und Italienisch (immer nach einer Anpassung der Sozialparameter).

Neben diesen regelmäßigen Publikationen veröffentlicht der LCGB auch Informationsmaterial wie Flugblätter (LCGB-Info) und Broschüren (darunter auch ein Steuerratgeber im Februar jeden Jahres und ein Weiterbildungskatalog im Herbst jeden Jahres).

## Webpräsenz und neue Medien
Der LCGB ist seit ein paar Jahren auch verstärkt im Bereich der neuen Medien tätig.
Neben der mehrsprachigen Internetseite des LCGB (Deutsch und Französisch sind die Hauptsprachen, d'Lokelsektionsseiten sind oft in Luxemburgisch verfasst, je nach Wirtschaftszweig wird auch das Englisch oder Portugiesische benutzt), gibt es auch spezifische Internetseiten für Grenzgänger und einen Blog.
Der LCGB ist mit einer offiziellen Webseite auf Facebook vertreten, besitzt einen Youtube-Kanal für seine offiziellen Videos  und bietet ebenfalls eine gratis iPhone App LCGB News an.